# Stuart Curtis
Stuart Curtis (* 19. Juli 1954 in Chicago; † 6. November 2012 in Corvallis (Oregon)) war ein US-amerikanischer Jazz-Saxophonist.
Stuart Curtis lebte eine Zeit lang in Europa, wo er in verschiedenen Bands und Orchestern arbeitete, u. a. als Begleitmusiker des Musicals Cats in Hamburg. 1984 nahm er in den Niederlanden mit Michael Moore und Michael Vatcher auf (Available Jelly); als Studiomusiker arbeitete er für den Popsänger Nik Kershaw (The Riddle). 1987 wirkte er beim Soundtrack-Album des Spielfilms The Shatterer mit. 1998 zog er nach Corvallis, wo er als Service Department Manager von Gracewinds Music tätig war. In den späteren Jahren arbeitete er hauptberuflich als Krankenpfleger im Regency Albany Nursing Home; daneben leitete er verschiedene Bands in Corvallis und Umgebung. Curtis starb im November 2012 an den Folgen eines Herzinfarktes.